# Douglas F5D Skylancer
Il Douglas F5D Skylancer era un aviogetto da caccia, imbarcato, realizzato nella prima metà degli anni cinquanta dall'azienda statunitense Douglas.
Inizialmente progettato come versione del Douglas F4D Skyray, venne considerato a tutti gli effetti un nuovo velivolo in considerazione dell'introduzione di numerose, sostanziali, modifiche.
Ufficialmente scartato dalla United States Navy in quanto le sue prestazioni non erano significativamente migliori del Vought F-8 Crusader che stava all'epoca entrando in servizio, fu realizzato in soli quattro esemplari che furono impiegati con compiti sperimentali sia dalla U.S. Navy che dalla NASA che li impiegò fino al 1970.

## Sviluppo
La nuova versione "ognitempo" dello Skyray, la cui denominazione iniziale fu F4D-2N, venne ordinata in due prototipi nel corso del 1953.
Preceduto da prove realizzate con almeno un F4D-1 modificato (che raggiunse facilmente velocità supersoniche), il primo volo della nuova macchina avvenne il 21 aprile del 1956 quando già la sua denominazione era stata mutata in F5D, a testimonianza delle numerose modifiche apportate alla cellula.
Nel frattempo l'U.S. Navy aveva avanzato ordinativi per un totale di 60 esemplari, dei quali 9 da considerare di "pre-serie". Malgrado il positivo andamento delle prove, quando solo due degli esemplari di pre-serie erano stati realizzati, l'ordine suddetto venne cancellato: le conclusioni riportate dal pilota collaudatore (Alan Shepard, che qualche anno dopo avrà modo di entrare nei libri di storia per le proprie imprese di astronauta) indicavano che la Marina non aveva necessità dello Skylancer.
La ragione ufficiale della rinuncia al nuovo caccia della Douglas veniva indicata, come detto, nella sostanziale comparabilità di prestazioni con il Vought F-8 Crusader che entrò in servizio nella primavera del 1957, ma fonti storiche ritengono che ragioni politiche abbiano influenzato la scelta: in pratica si voleva evitare che potesse instaurarsi, nei confronti della Douglas, una sorta di regime di monopolio nelle forniture di velivoli all'U.S. Navy.

## Descrizione tecnica

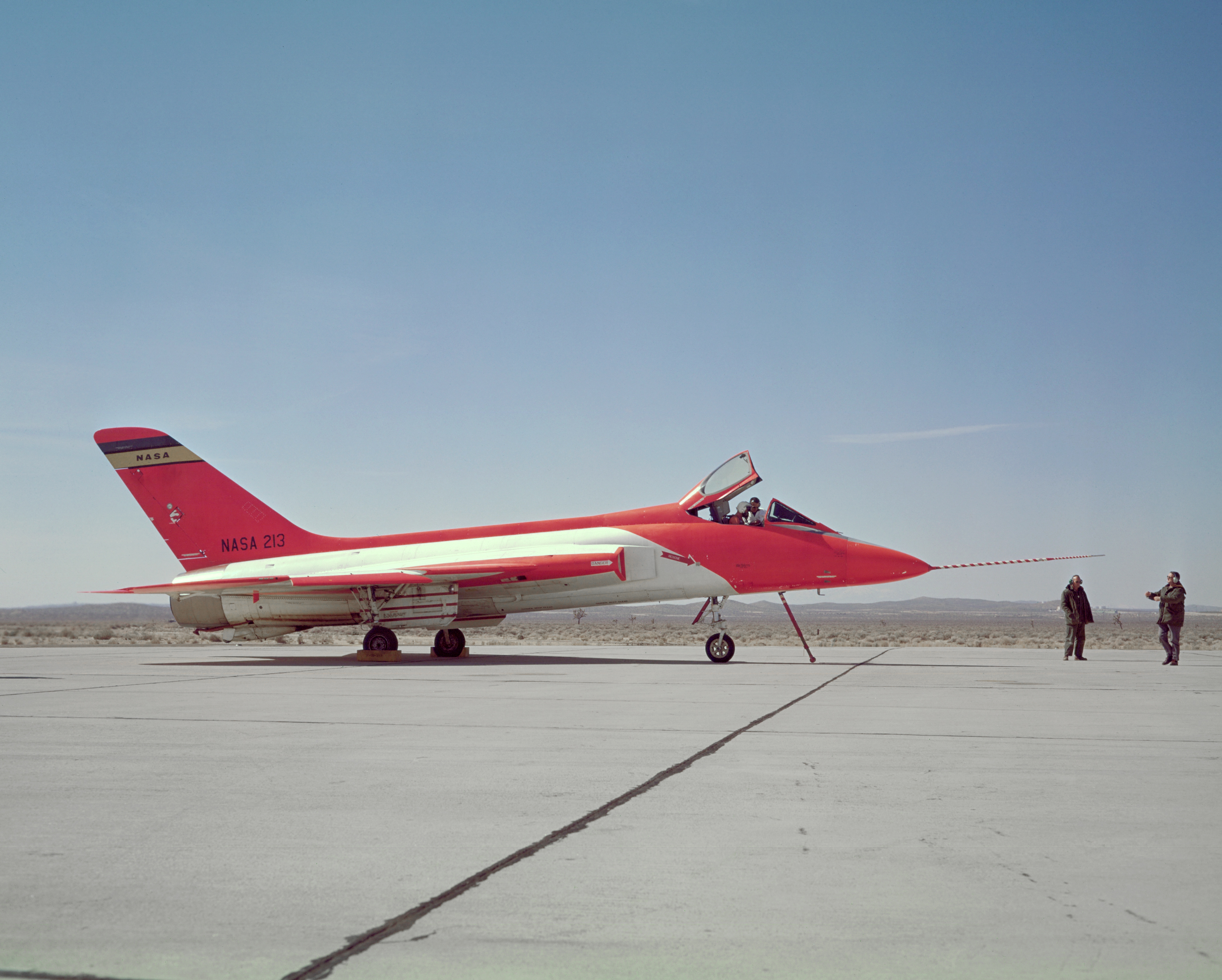
Vista di profilo dello Skylancer.

Lo Skylancer, pur riprendendone sostanzialmente la struttura e le linee, si differenziava dallo Skyray per la maggior lunghezza della fusoliera (poco meno di 2,40 m), per il diverso piano di coda verticale, per la diversa conformazione del cupolino; infine l'ala pur mantenendo la stessa forma e le medesime dimensioni, aveva lo spessore relativo sensibilmente ridotto.
Un'altra sostanziale differenza risiedeva nell'installazione (nell'estremità di prua della fusoliera) del radar d'intercettazione, che conferiva al velivolo l'operatività "ognitempo" che lo caratterizzava rispetto al progenitore.
Il motore installato sui quattro velivoli realizzati fu il turbogetto Pratt & Whitney J57 anche se fonti dell'epoca riportavano, in diverse occasioni, la possibilità che i previsti esemplari di serie potessero montare il più potente General Electric J79.
L'armamento, infine, prevedeva la presenza di due cannoni calibro 30 mm nelle ali e la possibilità di impiegare razzi e missili aria-aria in piloni subalari. In particolare doveva essere impiegato il missile AAM-N-3 Sparrow II, il cui sviluppo fu tuttavia abbandonato al momento della cancellazione dello Skylancer.

## Impiego operativo

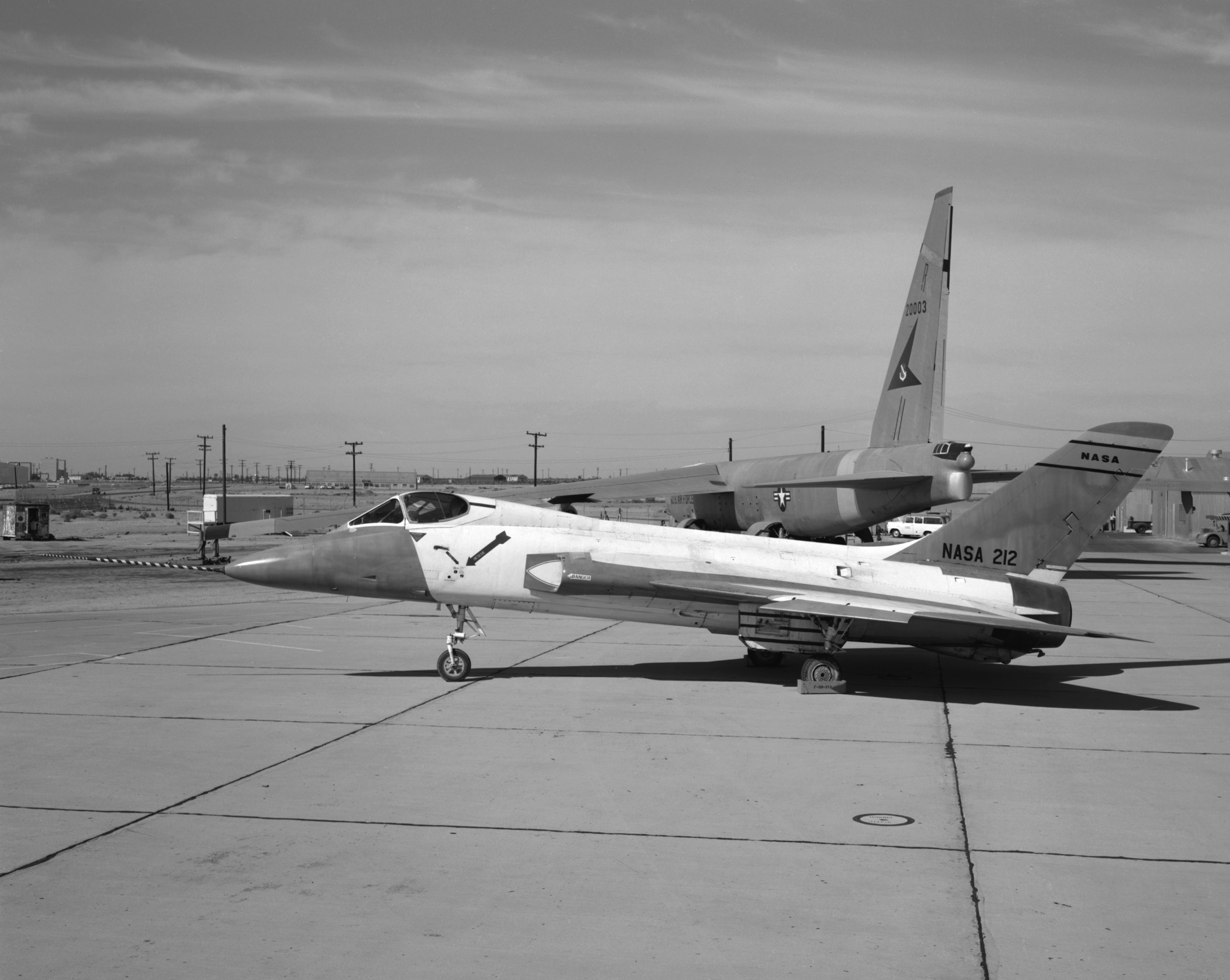
Lo Skylancer con le insegne della NASA, impiegato nei test del programma Boeing X-20 Dyna-Soar.

I quattro esemplari realizzati vennero utilizzati dall'U.S. Navy a fini sperimentali: due vennero dismessi e gli altri due, nel corso del 1961, furono trasferiti alla NASA ed immatricolati con i numeri di serie 212 e 213, che in un secondo tempo divennero rispettivamente 708 e 802.
Gli Skylancer vennero utilizzati per le prove di volo per le procedure di salvataggio nel progetto Boeing X-20 Dyna-Soar; il loro impiego venne sollecitato da uno dei piloti impegnati nel programma: Neil Armstrong. Dopo la cancellazione del progetto (avvenuta nel 1963) uno dei due velivoli venne impiegato, dotato di ala di forma ogivale, come velivolo di prova per il programma statunitense per un aereo da trasporto supersonico; i dati provenienti da questo programma (condivisi con l'industria aeronautica europea) furono utilizzati nel processo di progettazione che condusse alla realizzazione del Concorde.
Al termine della sua carriera operativa, lo Skylancer con matricola NASA 802 venne donato al Neil Armstrong Air and Space Museum dov'è tuttora conservato.

## Utilizzatori

### Militari
Stati Uniti
- United States Navy

### Enti governativi
Stati Uniti
- NASA